# صموئيل بيرش
صموئيل بيرش (بالإنجليزية: Samuel Birch)‏ هو عداء سريع ليبيري، ولد في 10 مايو 1963.

## وصلات خارجية
- صموئيل بيرش على موقع أوليمبيديا (الإنجليزية)